# Epicauta castadiva
Epicauta castadiva är en skalbaggsart som beskrevs av Pinto 1991. Epicauta castadiva ingår i släktet Epicauta och familjen oljebaggar. Inga underarter finns listade i Catalogue of Life.